# Sin Dios
Sin Dios foi uma banda hardcore punk formada em 1988 na Espanha. Suas letras tratam da difusão dos ideais anarquistas/libertários, assim como das lutas da guerra civil espanhola.

## Discografia
Todos os cds são editados em formato de livro que contém as letras das canções, explicações, textos e desenhos relacionados, incluindo também informações das atividades de grupos revolucionários.
Há também uma tiragem dos discos em vinil para colecionadores
- ... ni amo (1990)
- Ruido Anticapitalista (1991) - 25 páginas.
- Alerta Antifascista (1993) -  25 páginas.
- Guerra A La Guerra (1997) -  65 páginas.
- Solidaridad (1999) - 36 páginas. Esse CD é uma homenagem a vários anarquistas brasileiros que tinham problemas judiciais.
- Ingobernables (2000) - 100 páginas. O CD contêm também dois clipes musicais.
- Odio Al Império (2003) - 105 páginas
- Recortes de Libertad (2003)

## Biografia
O grupo nasceu em 1988, tocando pela primeira vez em casas ocupadas e em outros lugares onde prima a autogestão.
Tratam de levar adiante seus ideias de autogestão e anticapitalismo e para isso marcam uma rigorosa política em todo seu trabalho:
- Os discos se publicam sempre a preços populares (a metade ou um terço dos comerciais)
- Os concertos sempre são a preços razoáveis, tanto a entrada como a bebida.
- Não tocam para organizações institucionais ou partidos políticos.
- Autoprodução de material e autogestão dos concertos (nada de managers)
- Não buscam o lucro pessoal por meio do grupo e tocam por quantias razoáveis.